# Rejon żydaczowski
Rejon żydaczowski (ukr. Жидачівський район) – dawna jednostka administracyjna Ukrainy, a wcześniej także Ukraińskiej Socjalistycznej Republiki Radzieckiej w Związku Socjalistycznych Republik Radzieckich, funkcjonująca w latach 1940–1941 i 1944–2020. Należał do obwodu drohobyckiego do 1959 roku, a po jego zniesieniu do obwodu lwowskiego. Siedzibą rejonu był Żydaczów. 
Według spisu powszechnego z roku 2001 ejonie żyło 80 800 ludzi, w tym 500 Rosjan (0,6%) i 200 (0,2%) Polaków. Powierzchnia wynosiła 996 km².

## Historia
Rejon żydaczowski został utworzony 17 stycznia 1940 na podstawie dekretu Prezydium Rady Najwyższej USRR o podziale na rejony zachodnich obwodów USRR, kiedy to w obwodzie drohobyckim utworzono 30 rejonów, między innymi żydaczowski. Rejon objął miasto Żydaczów oraz obszary zniesionych gmin Żydaczów i Ruda, należące przed wojną do powiatu żydaczowskiego w województwie stanisławowskim. 
Rejon żydaczowski przestał istnieć wraz z wybuchem wojny niemiecko-radzieckiej 22 czerwca 1941. Jego tereny weszły w skład Landkreis Stryj dystryktu galicyjskiego Generalnego Gubernatorstwa.
Rejon został odtworzony 31 lipca 1944, po zajęciu tych terenów przez Armię Czerwoną.
21 stycznia 1959 do rejonu żydaczowskiego włączono rejon żurawieński.
21 maja 1959, w wyniku zniesienia obwodu drohobyckiego, rejon żydaczowski włączono do obwodu lwowskiego.
30 czerwca 1962 do rejonu żydaczowskiego włączono rejon chodorowski.
Rejon żydaczowski został zlikwidowany 17 lipca 2020 w związku z reformą podziału administracyjnego Ukrainy na rejony, wchodząc w skład nowego rejonu stryjskiego.

## Spis miejscowości
- Antoniówka (Антонівка)
- Bakowce (Баківці)
- Bereźnica Królewska (Бережниця)
- Berteszów (Бертишів)
- Borodczyce (Бородчиці)
- Bortniki (Бортники)
- Borusów (Борусів)
- Borynicze (Бориничі)
- Bryńce Cerkiewne (Бринці-Церковні)
- Bryńce Zagórne (Бринці-Загірні)
- Brzezina (Березина)
- Bujanów (Буянів)
- Bukowina (Буковина)
- Choderkowce (Ходорківці)
- Chodorów (Ходорів)
- Czarny Ostrów (Чорний Острів)
- Czeremchów (Черемхів)
- Czerteż (Чертіж)
- Czyżyce (Чижичі)
- Demenka Leśna (Дем'янка-Лісна)
- Demenka Podniestrzańska (Дем'янка-Наддністрянська)
- Demidów (Демидів)
- Demiwka (Демівка)
- Dobrowlany (Добрівляни)
- Drohowycze (Дроховичі)
- Dubrawka (Дубравка)
- Duliby (Дуліби)
- Dunajec (Дунаєць)
- Dziewiętniki (Дев'ятники)
- Hanowce (Ганнівці)
- Hnizdyczów (Гніздичів)
- Holeszów (Голешів)
- Hołdowice (Голдовичі)
- Horodyszcze (Городище)
- Horodyszczenśke (Городищенське)
- Hrusiatycze (Грусятичі)
- Iwanowce (Іванівці)
- Izydorówka (Сидорівка)
- Jatwięgi (Ятвяги)
- Juszkowce (Юшківці)
- Kalinówka (Калинівка)
- Kamjane (Кам'яне)
- Kniesioło (Кнісело)
- Kołohury (Кологори)
- Korczówka (Корчівка)
- Kornelówka (Корнелівка)
- Karolówka (Королівка)
- Kotoryny (Которини)
- Krechów (Крехів)
- Kwitnewe (Квітневе)
- Leszczyn (Ліщини)
- Linija (Лінія)
- Lubsza (Любша)
- Lutynka (Лютинка)
- Łapszyn (Лапшин)
- Łowczyce (Лівчиці)
- Łuczany (Лучани)
- Łysków (Лисків)
- Machliniec (Махлинець)
- Manasterzec (Монастирець)
- Marynka (Маринка)
- Mazurówka (Мазурівка)
- Mielnicz (Мельнич)
- Międzyrzecze (Межиріччя)
- Młyniska (Млиниська)
- Mołodyńcze (Молодинче)
- Mołotów (Молотів)
- Nowe Sioło (Нове Село)
- Nowosielce (Новосільці)
- Nowoszyny (Новошини)
- Obłaźnica (Облазниця)
- Oryszkowce (Орішківці)
- Ottyniowice (Отиневичі)
- Pczany (Пчани)
- Pietniczny (П'ятничани)
- Podniestrzany (Піддністряни)
- Podorożnie (Подорожнє)
- Pokrowce (Покрівці)
- Podliski (Підліски)
- Protesy (Протеси)
- Repechów (Репехів)
- Rogóźno (Рогізно)
- Romanówka (Романівка)
- Ruda (Руда)
- Ruda (Рудківці)
- Sadki Królewskie (Садки)
- Seniów (Сенів)
- Smuchów (Смогів)
- Sokołówka (Соколівка)
- Stara Wieś (Старе Село)
- Strzeliska Nowe (Нові Стрілища)
- Strzeliska Stare (Старі Стрілища)
- Suchrów (Сугрів)
- Sulatycze (Сулятичі)
- Tarnawka (Тернавка)
- Tejsarów (Тейсарів)
- Trybuchowce (Трибоківці)
- Turady (Туради)
- Wierzbica (Вербиця)
- Wilchiwci (Вільхівці)
- Włodzimierce (Володимирці)
- Wola Obłaźnicka (Воля-Облазницька)
- Wolica Hnizdyczowska (Волиця-Гніздичівська)
- Wołcniów (Заріччя)
- Wołczatycze (Вовчатичі)
- Wybranówka (Вибранівка)
- Zabłotowce (Заболотівці)
- Zagóreczko (Загірочко)
- Zagórszczyzna (Загурщина)
- Zahrabiwka (Заграбівка)
- Zakrzywiec (Закривець)
- Zaleśce (Заліски)
- Zariczne (Зарічне)
- Żurawków (Журавків)
- Żurawno (Журавно)
- Żydaczów (Жидачів)
- Żyrawa (Жирівське)
- Żyrawa (Жирова)

## Nieistniejące miejscowości
- Folwarki Żydaczowskie
- Jajkowce
- Wola Lubomirska